# لیز رایت
لیز رایت (انگلیسی: Lizz Wright؛ زادهٔ ۲۲ ژانویهٔ ۱۹۸۰) آهنگساز و خواننده سبک جاز و ریتم اند بلوز اهل ایالات متحده آمریکا است. او برنده جایزهٔ سول‌ترین برای بهترین اجرای سنتی جاز و جایزهٔ اکو برای تولید جاز شده است.

## آلبوم‌شناسی
- نمک (۲۰۰۳)
- رؤیای خیلی بیدار (۲۰۰۵)
- باغ (۲۰۰۸)
- رفاقت (۲۰۱۰)
- آزادی و تسلیم (۲۰۱۵)